# Minehead
Minehead is een civil parish in het bestuurlijke gebied Somerset West and Taunton, in het Engelse graafschap Somerset. De plaats telt 11.981 inwoners.

## Geboren in Minehead
- Arthur C. Clarke (1917-2008), sciencefictionschrijver, uitvinder en futuroloog